# Festival di Berlino 1971

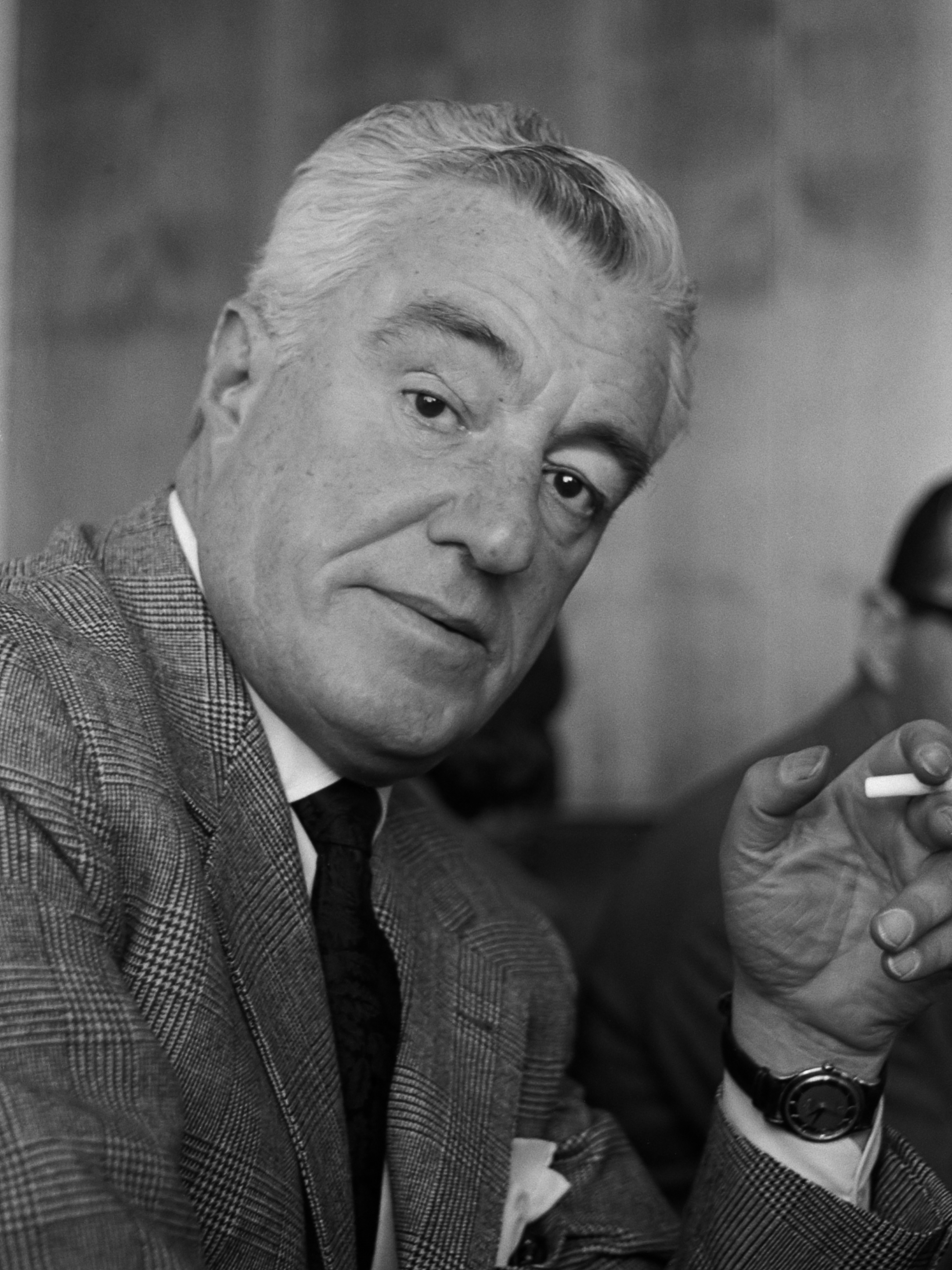
Vittorio De Sica, vincitore dell'Orso d'oro e del Premio Otto Dibelius con Il giardino dei Finzi-Contini.

La 21ª edizione del Festival internazionale del cinema di Berlino si è svolta a Berlino dal 26 giugno al 6 luglio 1971, con lo Zoo Palast come sede principale. Direttore del festival è stato per il ventunesimo anno Alfred Bauer.
L'Orso d'oro è stato assegnato al film italiano Il giardino dei Finzi-Contini di Vittorio De Sica.
A partire da questa edizione è diventato parte integrante del festival il Forum internazionale del giovane cinema (Internationalen Forum des jungen Films), sezione parallela al concorso dedicata a film sperimentali e documentari provenienti da tutto il mondo, con particolare attenzione alle opere dei giovani registi.
Il film di apertura del festival è stato Viva la muerte, opera prima del poeta e scrittore spagnolo Fernando Arrabal.
Le retrospettive di questa edizione sono state dedicate all'attore comico Eddie Cantor e al regista e coreografo Busby Berkeley, al quale è stato assegnato un premio speciale dalla Union de la Critique de Cinéma.

## Storia
(Alf Brustellin, Süddeutsche Zeitung, 7 luglio 1970)
Dopo lo shock dell'edizione precedente, finita anzitempo e senza premiazioni per l'abbandono della giuria dopo lo scandalo destato dal film O.k. di Michael Verhoeven, la Berlinale del 1971 sembrò nascere all'insegna di un dialogo costruttivo tra "vecchio" e "nuovo" cinema e la critica fu invitata ad assumere una maggiore responsabilità nel processo di cambiamento. La commissione di selezione, che includeva i giornalisti Dora Fehling, Kurt Habernoll e Klaus Hebecker, aveva scelto principalmente film di registi affermati come Ingmar Bergman (L'adultera), Robert Bresson (Quattro notti di un sognatore), Kon Ichikawa (Ai futatabi) e Pier Paolo Pasolini (Il Decameron) e il concorso attrasse il 30% di spettatori in più rispetto al 1970. L'Orso d'oro andò a Il giardino dei Finzi Contini di Vittorio De Sica, mentre Jean Gabin si aggiudicò l'Orso d'argento per Le Chat - L'implacabile uomo di Saint Germain di Pierre Granier-Deferre. Il premio fu ritirato in sua vece da Jacques Tati, che conquistò lo Zoo Palast con una serie di gag e coinvolgendo anche Shirley MacLaine, premiata come miglior attrice per Desperate Characters.
Il Forum internazionale del giovane cinema si svolse dal 27 giugno al 4 luglio e i film furono proiettati nei cinema Arsenal e Atelier am Zoo, oltre che nelle strutture dell'associazione Freunden der Deutschen Kinemathek. Lo staff responsabile del programma includeva, tra gli altri, l'attore e regista Manfred Salzgeber (futuro direttore della sezione Panorama e cofondatore del Teddy Award) e gli storici del cinema Ulrich Gregor e Gero Gandert. Come stabilito dall'articolo 2 del regolamento, l'obiettivo del Forum era quello di «informare sullo sviluppo avanguardistico e progressivo dei film in tutti i Paesi e sostenerlo», oltre a garantire «un'appropriata accoglienza dei film attraverso discussioni e materiale informativo». Inoltre, l'articolo 8 riportava esplicitamente che il Forum riteneva discutibile «la creazione di una gerarchia di qualità o di merito per i singoli film che, con le loro diverse intenzioni e forme, non sono comparabili». Non ci fu quindi una vera e propria competizione e ogni film ricevette un "Certificato di partecipazione", oltre ad eventuali riconoscimenti da parte delle giurie indipendenti.
Eppure, l'attenzione di pubblico e addetti ai lavori si concentrò principalmente sul Forum internazionale del giovane cinema, divenuto ufficialmente parte integrante del festival grazie anche al coinvolgimento di Ulrich Gregor, Manfred Salzgeber e dell'associazione Freunden der Deutschen Kinemathek. «I film importanti sono migrati nel festival collaterale», scrisse Friedrich Luft l'8 luglio su Die Welt, «i cosiddetti "film attuali" non turberanno più la manifestazione principale. Alle grandi sale del concorso ufficiale non è rimasto che srotolare un mucchio di film commerciali, è stata una festa intima». Il direttore Alfred Bauer, che aveva sempre visto il Forum come un evento concorrente, riuscì con difficoltà ad abituarsi all'idea di un festival in due parti. Come affermò alquanto contrariato alla fine della manifestazione, nel 1971 erano state rappresentate «tutte le tendenze del cinema... l'arte, il commercio, l'ideologia, il documentario e l'agitazione».
La commissione di selezione del Forum aveva chiesto a tre riviste europee di mettere insieme il proprio programma. Gli editori dei Cahiers du cinéma avevano scelto La cerimonia di Nagisa Ōshima, l'italiana Cinema & Film aveva proposto Umano, non umano di Mario Schifano e Olimpia agli amici di Adriano Aprà, mentre Filmkritik aveva indicato Leave Me Alone di Gerhard Theuring, che il regista Alf Brustellin criticò aspramente sulla Süddeutsche Zeitung: «Materiale sensoriale per ore sprecate, immagini senza ragione, intenzione e significato... Leave Me Alone è libero da ogni ideologia, inutile, arbitrariamente manipolabile e non pertinente per niente e nessuno».
«La proiezione di Ricostruzione di un delitto era finita, le luci nel piccolo cinema si erano riaccese... Era il 1971, il primo anno del Forum. Mi ero industriato per contrabbandare una copia del film nel mio bagaglio dalla Grecia dei colonnelli. Era il mio primo film, ero preoccupato, a disagio, pieno di dubbi. E improvvisamente ho trovato amici e complici a Berlino. Da allora sono tornato a Berlino diverse volte con i miei film. Nonostante il tempo trascorso, nonostante i cambiamenti nel Forum, credo che sia uno degli eventi più aperti in Europa per tutti coloro che sono giovani, audaci e anticonformisti».
Il programma si concentrò sui registi del nuovo cinema tedesco (Alexander Kluge, Ula Stöckl e Edgar Reitz), film e documentari socialmente e politicamente impegnati (L'assassinio di Fred Hampton di Howard Alk), opere sperimentali o provenienti dai Paesi in via di sviluppo e registi come Alain Tanner, Nagisa Ōshima e Theo Angelopoulos si fecero conoscere per la prima volta in Germania Ovest.
Due dei film più discussi furono W.R. - Misterije organizma di Dušan Makavejev, sulle tesi dello psicoanalista marxista Wilhelm Reich, e Non è l'omosessuale ad essere perverso, ma la situazione in cui vive di Rosa von Praunheim, che oltre a rappresentare il coming out del regista tedesco spinse altri a proclamare la propria omosessualità e dette origine ad un acceso dibattito. «Gli elementi satirici e il gioco ironico dell'amore romantico-borghese tra uomini sono stati giudicati inappropriati per questo tema», scrisse Wilhelm Roth sul Frankfurter Neue Presse l'8 luglio 1971, «ma in realtà questo stile di messa in scena è stato un'espressione esatta della tesi di Praunheim, secondo cui gli omosessuali imitano la vita "normale" della classe media invece di emanciparsi e organizzarsi, anziché diventare politicamente attivi».
Una volta terminato il festival, la sensazione generale era che il Forum dovesse essere continuato. Il 4 ottobre 1971, il senatore Stein mise ai voti se l'edizione del 1972 avesse dovuto mantenere la struttura attuale durante la riunione del consiglio di curatori della Berliner Festspiele GmbH, ente privato al quale la Berlinale era stata trasferita nel 1967. Nessuno dei presenti ebbe da obiettare.

## Giuria internazionale
- Bjørn Rasmussen, scrittore e critico cinematografico (Danimarca) - Presidente di giuria[12]
- Ida Ehre, attrice e direttrice del teatro Hamburger Kammerspiele (Germania Ovest)
- Walter Albuquerque Mello, cofondatore del Festival de Brasília (Brasile)
- Paul Claudon, produttore (Francia)
- Kenneth Harper, produttore (Regno Unito)
- Mani Kaul, regista (India)
- Charlotte Kerr, attrice, regista e sceneggiatrice (Germania Ovest)
- Rex Reed, critico cinematografico (Stati Uniti)
- Giancarlo Zagni, regista e sceneggiatore (Italia)

## Selezione ufficiale

### In concorso
- 1501 1/2, regia di Paul B. Price (Stati Uniti)
- L'adultera (Beröringen), regia di Ingmar Bergman (Svezia, Stati Uniti)
- Ai futatabi, regia di Kon Ichikawa (Giappone)
- Ang.: Lone, regia di Franz Ernst (Danimarca)
- Argentina, mayo de 1969: Los caminos de la liberación, film collettivo (Argentina)
- Bless the Beasts & Children, regia di Stanley Kramer (Stati Uniti)
- La casa di vetro (Wer im Glashaus liebt... der Graben), regia di Michael Verhoeven (Germania Ovest)
- Le Chat - L'implacabile uomo di Saint Germain (Le Chat), regia di Pierre Granier-Deferre (Francia, Italia)
- Como era gostoso o meu francês, regia di Nelson Pereira dos Santos (Brasile)
- Il continuo, regia di Vlatko Gilić (Jugoslavia)
- Il Decameron, regia di Pier Paolo Pasolini (Italia, Francia, Germania Ovest)
- Desperate Characters, regia di Frank D. Gilroy (Stati Uniti, Regno Unito)
- Die ersten Tage, regia di Herbert Holba (Austria)
- Il giardino dei Finzi Contini, regia di Vittorio De Sica (Italia, Germania Ovest)
- Jaider, der einsame Jäger, regia di Volker Vogeler (Germania Ovest)
- Love Is War, regia di Ragnar Lasse-Henriksen (Norvegia)
- Lyckliga skitar, regia di Vilgot Sjöman (Svezia)
- Ninì Tirabusciò, la donna che inventò la mossa, regia di Marcello Fondato (Francia, Italia)
- Die Ordnung, regia di Bohumil Stepan e Boris von Borresholm (Germania Ovest)
- Quattro notti di un sognatore (Quatre nuits d'un rêveur), regia di Robert Bresson (Francia, Italia)
- Rdeče klasje, regia di Živojin Pavlović (Jugoslavia)
- Rendez-vous à Bray, regia di André Delvaux (Francia, Belgio, Germania Ovest)
- Scusi lei è vergine? (Dulcima), regia di Frank Nesbitt (Regno Unito)
- Un uomo in vendita (Bloomfield), regia di Richard Harris e Uri Zohar (Regno Unito, Israele)
- Viva la muerte, regia di Fernando Arrabal (Francia, Tunisia)
- Whity, regia di Rainer Werner Fassbinder (Germania Ovest)

### Forum internazionale del giovane cinema
- Ach, Viola, regia di Rainer Boldt (Germania Ovest)
- L'âge d'or, regia di Luis Buñuel (Francia)
- Argentina, mayo de 1969: Los caminos de la liberación, film collettivo (Argentina)
- L'assassinio di Fred Hampton (The Murder of Fred Hampton), regia di Howard Alk (Stati Uniti)
- Bananera libertad, regia di Peter von Gunten (Svizzera)
- La bandera que levantamos, regia di Mario Jacob e Eduardo Terra (Uruguay)
- La bataille des dix millions, regia di Chris Marker e Valérie Mayoux (Francia, Cuba)
- La cerimonia (Gishiki), regia di Nagisa Ōshima (Giappone)
- Chicago 70, regia di Kerry Feltham (Stati Uniti, Canada)
- D - Non diversi giorni si pensa splendessero alle prime origini del nascente mondo o che avessero temperatura diversa, regia di Guido Lombardi e Anna Lajolo (Italia)
- El Ghorba, regia di Annie Tresgot (Algeria)
- Escuela Santa María de Iquique, regia di Claudio Sapiaín (Cile)
- Espoir (Espoir - Sierra de Teruel), regia di André Malraux e Boris Peskine (Francia, Spagna)
- Geschichten vom Kübelkind, regia di Ula Stöckl e Edgar Reitz (Germania Ovest)
- Der große Verhau, regia di Alexander Kluge (Germania Ovest)
- Ich liebe dich, ich töte dich, regia di Uwe Brandner (Germania Ovest)
- James ou pas, regia di Michel Soutter (Svizzera)
- Leave Me Alone, regia di Gerhard Theuring (Germania Ovest)
- Lettera aperta a un giornale della sera, regia di Francesco Maselli (Italia)
- Mare's Tail, regia di David Larcher (Regno Unito)
- La memoria di Kunz, regia di Ivo Barnabò Micheli (Italia)
- México, la revolución congelada, regia di Raymundo Gleyzer (Argentina, Stati Uniti)
- Monangambé, regia di Sarah Maldoror (Angola)
- Na Boca da Noite, regia di Walter Lima Jr. (Brasile)
- Non è l'omosessuale ad essere perverso, ma la situazione in cui vive (Nicht der Homosexuelle ist pervers, sondern die Situation, in der er lebt), regia di Rosa von Praunheim (Germania Ovest)
- No pincha!, regia di Tobias Engel (Burkina Faso, Francia)
- Gli occhi non vogliono in ogni tempo chiudersi (Les yeux ne veulent pas en tout temps se fermer ou Peut-être qu'un jour Rome se permettra de choisir à son tour), regia di Jean-Marie Straub e Danièle Huillet (Germania Ovest, Italia)
- Olimpia agli amici, regia di Adriano Aprà (Italia)
- Ossessione, regia di Luchino Visconti (Italia)
- Ostia, regia di Sergio Citti (Italia)
- Eine Prämie für Irene, regia di Helke Sander (Germania Ovest)
- Remparts d'argile, regia di Jean-Louis Bertuccelli (Francia, Algeria)
- Ricostruzione di un delitto (Anaparastasi), regia di Theo Angelopoulos (Grecia)
- La salamandra (La salamandre), regia di Alain Tanner (Svizzera, Francia)
- Eine Sache, die sich versteht, regia di Harun Farocki e Hartmut Bitomsky (Germania Ovest)
- Schaste, regia di Aleksandr Medvedkin (Unione Sovietica)
- La sesta parte del mondo (Shestaya chast mira), regia di Dziga Vertov (Unione Sovietica)
- Tropici, regia di Gianni Amico (Italia)
- Umano, non umano, regia di Mario Schifano (Italia)
- La vita è nostra (La vie est à nous), film collettivo (Francia)
- Voto + fusil, regia di Helvio Soto (Cile)
- Wechma, regia di Hamid Benani (Marocco)
- W.R. - Misterije organizma, regia di Dušan Makavejev (Jugoslavia, Germania Ovest)
- The Woman's Film, regia di Judy Smith, Louise Alaimo e Ellen Sorren (Stati Uniti)
- Yan Diga - Ils traverseront des pays comme des jardins, regia di Serge Moati (Niger, Francia)

## Premi

### Premi della giuria internazionale
- Orso d'oro: Il giardino dei Finzi Contini di Vittorio De Sica
- Orso d'argento, gran premio della giuria: Il Decameron di Pier Paolo Pasolini
- Premio speciale della giuria: Die Ordnung di Bohumil Stepan e Boris von Borresholm
- Orso d'argento per la migliore attrice: ex aequo
Shirley MacLaine, per Desperate Characters di Frank D. Gilroy
Simone Signoret, per Le Chat - L'implacabile uomo di Saint Germain di Pierre Granier-Deferre
- Orso d'argento per il miglior attore: Jean Gabin, per Le Chat - L'implacabile uomo di Saint Germain di Pierre Granier-Deferre
- Orso d'argento per il miglior contributo singolo:
Ragnar Lasse-Henriksen, per la fotografia di Love Is War
Frank D. Gilroy, per la sceneggiatura di Desperate Characters
- Riconoscimento speciale: Ang.: Lone di Franz Ernst
- Orso d'oro per il miglior cortometraggio: 1501 1/2 di Paul B. Price
- Orso d'argento, premio della giuria (cortometraggi): Il continuo di Vlatko Gilic

### Premi delle giurie indipendenti
- Premio FIPRESCI: non assegnato
Menzione speciale: Argentina, mayo de 1969: Los caminos de la liberación (film collettivo)
Menzione speciale (Forum): W.R. - Misterije organizma di Dušan Makavejev e Ricostruzione di un delitto di Theo Angelopoulos
- Premio OCIC: Bless the Beasts & Children di Stanley Kramer e Quattro notti di un sognatore di Robert Bresson
Raccomandazioni (Forum): Bananera libertad di Peter von Gunten, Remparts d'argile di Jean-Louis Bertuccelli, La salamandra di Alain Tanner, Tropici di Gianni Amico
- Premio CIDALC: Rdece klasje di Živojin Pavlović
- Premio UNICRIT: Desperate Characters di Frank D. Gilroy
Premio speciale: Busby Berkeley
- Premio INTERFILM:[13] Lyckliga skitar di Vilgot Sjöman
Premio INTERFILM Otto Dibelius: Il giardino dei Finzi Contini di Vittorio De Sica
Raccomandazione: Bless the Beasts & Children di Stanley Kramer
Premio INTERFILM (Forum): Bananera libertad di Peter von Gunten, Remparts d'argile di Jean-Louis Bertuccelli, The Woman's Film di Judy Smith, Louise Alaimo e Ellen Sorren
Raccomandazioni (Forum): W.R. - Misterije organizma di Dušan Makavejev, Chicago 70 di Kerry Feltham, Der große Verhau di Alexander Kluge, Geschichten vom Kübelkind di Edgar Reitz e Ula Stöckl
- Medaglia d'oro IWG: Živojin Pavlović per la sceneggiatura di Rdece klasje